# مدرسة العباسية الثانوية
مدرسة العباسية الثانوية العسكرية من المدارس العريقة بالإسكندرية، بدأت الدراسة بالمدرسة في أكتوبر 1910 وبلغ عدد تلاميذها 475 تلميذا. بعد نحو أربعة أشهر من بدء الدراسة احتفلت نظارة المعارف بافتتاحها رسميا في يوم السبت 21 يناير 1911 برئاسة الخديوى عباس حلمي الثاني وبحضور الآمير عمر طوسون رئيس مجلس النظار ونظار الآشغال والحزبية والبحرية والمعارف ومحافظ الإسكندرية وأعضاء المجلس البلدي وموظفي الحكومة بالثغر ووجوهه وأعيانه.
قال ناظر المعارف (أحمد باشا حشمت) في حفل الافتتاح أن المبنى تكلف نحو ربع مليون جنيه وأن تشييد المدرسة قد تم في أربع سنوات ثم أستأذن من الخديوى بأن تنسب المدرسة لاسمه تخليدا لظهورها في عصره فوافق الخديوى على تسميتها باسم المدرسة العباسية الثانوية في عام 1942. وكانت جامعة الإسكندرية آنذاك تحبو في المهد رؤى أن تحتل كلية العلوم مبنى المدرسة العباسية الثانوية.
وتم ذلك وانتقلت المدرسة إلى مبناها الحالى الذي كان مدرستين متلاصقتين (سعيد بنين وإسماعيل بنات) تملكها جمعية العروة الوثقى الخيرية الإسلامية وبذلك حرمت المدرسة من مبناها الفخم ثم ضم للمدرسة مبنى ملحق كانت تشغله مدرسة كوم الدكة الابتدائية كان مجاورا للمدرسة.

## أشهر الخريجين
- توفيق الحكيم.[3]
- مفيد شهاب.
- المشير أحمد بدوي.
- الفريق أحمد فاضل.
- عبد اللطيف أبوهيف.

## وصلات خارجية
- المركز الإعلامي لمدرسة العباسية الثانوية.